# Formosargus kerteszi
Formosargus kerteszi är en tvåvingeart som beskrevs av James 1939. Formosargus kerteszi ingår i släktet Formosargus och familjen vapenflugor.
Artens utbredningsområde är Taiwan. Inga underarter finns listade i Catalogue of Life.